# Antivaccinismo

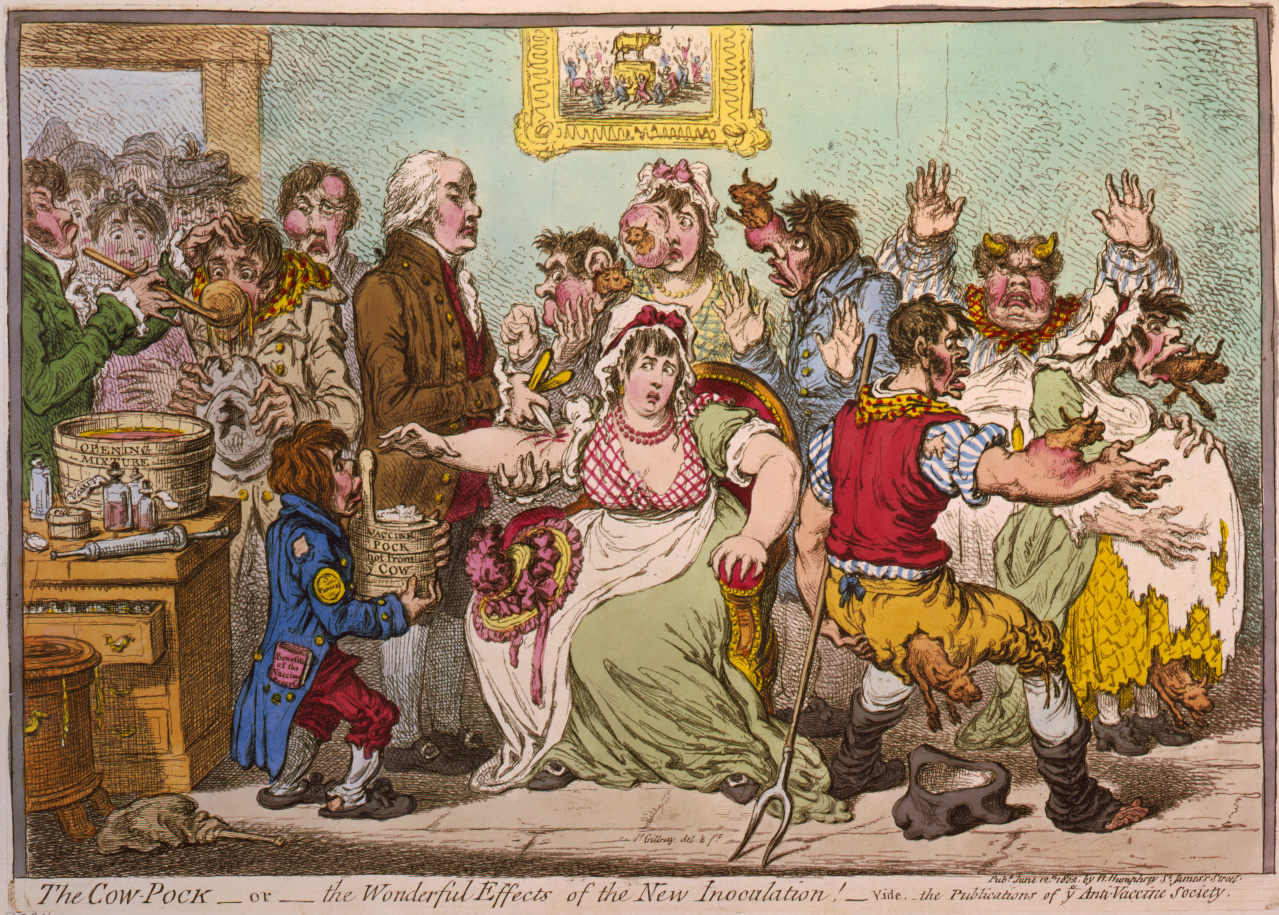
Illustrazione di James Gillray del 1802 che ironizza sugli antivaccinisti che credevano che il vaccino contro il vaiolo trasformasse i vaccinati in mucche

L'antivaccinismo è la posizione di coloro che sono contrari alla somministrazione dei vaccini, con particolare riguardo alla profilassi vaccinale infantile, assumendo in tal modo una posizione contraria all'indirizzo consolidato nella comunità scientifica che invece ne sottolinea l'efficacia e sicurezza.
Uno dei motivi che spingono all'antivaccinismo è il timore del verificarsi di effetti collaterali gravi come ad esempio la convinzione che vi sia una correlazione tra vaccini e autismo: il più grande studio mai fatto riguardo al presunto legame vaccino-autismo è quello compiuto dallo Statens Serum Institut di Copenaghen su 657 461 bambini. Lo studio dimostrò che non esiste alcuna correlazione tra l'insorgenza dei disturbi dello spettro autistico e la vaccinazione in età pediatrica contro morbillo, parotite e rosolia nella popolazione danese.

## Storia

### Gli esordi della vaccinazione: l'anti-vaiolosa

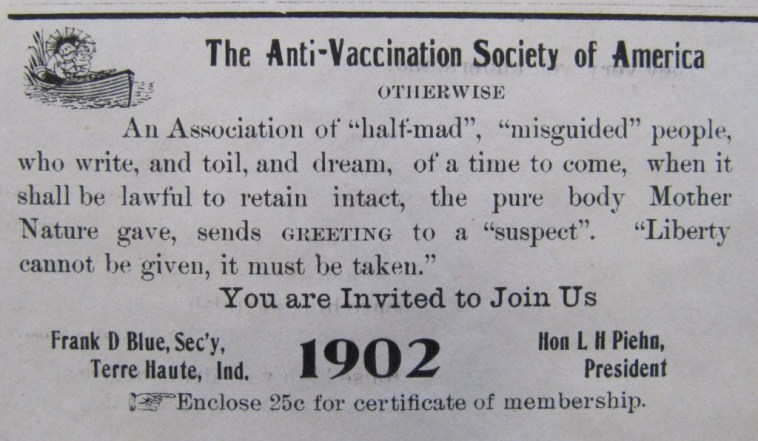
Campagna pubblicitaria della Anti-Vaccination Society of America su un giornale del 1902

La scoperta della vaccinazione come tecnica per sconfiggere le malattie infettive risale al 1796 per opera del medico di campagna britannico Edward Jenner (1749-1823). Fin dall'epoca di Jenner, la vaccinazione è stata sempre oggetto di discussione tra sostenitori e oppositori. Le motivazioni dei primi contrari alla vaccinazione furono di carattere ideologico (essa implicava di fatto l'inserimento di materia "animale" nel corpo umano) e di carattere religioso: entravano in gioco, infatti, la concezione del male, della predestinazione e del diritto di opporsi alla natura. Tali convinzioni permanevano nonostante che le percentuali di morti di vaiolo fra i non vaccinati variassero tra il 30 e il 40% contro il 3% di coloro che venivano vaccinati, evidenziandone gli indubbi vantaggi.
Nel maggio del 1800 Napoleone organizzò centri di vaccinazione gratuiti in diverse zone di Parigi, mettendoli a disposizione di tutti i cittadini. Nel 1806 Elisa Bonaparte, nei territori del principato di Lucca e Piombino, rese la vaccinazione contro il vaiolo obbligatoria, condannando a multe e carcere chi non si vaccinava, ricompensando chi denunciava i contagiati e premiando con medaglie d'oro i medici che vaccinavano molto. Queste decisioni portarono a proteste contro la vaccinazione obbligatoria e accuse d'inganno nei confronti delle autorità sanitarie.
Nel 1822 nello Stato Pontificio il cardinal Consalvi fece rendere obbligatoria e gratuita da papa Pio VII la vaccinazione contro il vaiolo, ma le continue proteste del popolo obbligarono nel 1824 il successore Leone XII a renderla facoltativa ma sempre gratuita.
Anche in Germania nel 1834 il medico tedesco J. L. Casper, in un articolo comparso nella pubblicazione Wochenschrift für die gesammte Heilkunde enunciò una serie di ragioni per le quali non si doveva imporre la vaccinazione di massa per il vaiolo.
Nel 1848, nello Stato Pontificio, si rese necessaria una nuova campagna di vaccinazione di massa a fronte di una nuova epidemia di vaiolo. Il papa Pio IX, con notificazione del 23 aprile, promise di elargire una somma di 2 paoli a quanti, dopo avere effettuato la vaccinazione antivaiolosa gratuita, fossero tornati dopo 8 giorni per verificare il buon esito della stessa.
Nel 1853, nel Regno Unito, venne introdotto l'obbligo di vaccinare contro il vaiolo i bambini di tre mesi: in risposta a tale provvedimento sorsero associazioni di oppositori alla vaccinazione che riuscirono, dopo varie proteste, a ottenere l'eliminazione dell'obbligatorietà della vaccinazione. In seguito a questa decisione il numero dei vaccinati si ridusse della metà e aumentarono i casi di malattia e di morte per malattie infettive. Il movimento degli antivaccinisti trovò un consenso tanto alto che nel 1863, a Londra, fu fondata un'associazione internazionale contro la vaccinazione, la Societas Universa contra Vaccinum Virus; nel 1885 a Leicester ci fu una grande manifestazione antivaccinista con oltre 80 000 partecipanti. Secondo gli oppositori la vaccinazione, oltre a essere inutile e dannosa, era una violazione della libertà personale che lo Stato non aveva il diritto d'imporre e pertanto paragonabile a un crimine intollerabile.

### I movimenti ottocenteschi
Nel 1869 l'uomo d'affari del Regno Unito William Tebb (1830-1917) s'impegnò profondamente nella campagna anti-vaccinazione il cui obiettivo era l'abrogazione degli Atti che rendevano obbligatoria la vaccinazione contro il vaiolo per i bambini. Lui stesso fu perseguito e multato tredici volte per aver rifiutato di vaccinare la sua terza figlia. Nel 1880, ha co-fondato la London Society for the Abolition of Compulsory Vaccination (LSACV) e ha creato la sua pubblicazione ufficiale, il Vaccination Inquirer. Ha militato come presidente dell'associazione fino al 1896, quando è stata sciolta per formare la National Anti-Vaccination League (NAVL). Tebb diventò uno degli scrittori più attivi contro la vaccinazione stessa. Sebbene interessato allo spiritualismo e alla teosofia, fece campagne "no vax" non per motivi religiosi, ma come "appello generale ai valori della libertà sociale". Nel 1879 visitò gli Stati Uniti dove condusse una campagna contro le vaccinazioni per il vaiolo, malattia di cui era appena scoppiata un'epidemia a seguito di un calo delle vaccinazioni legate a un diradarsi dei casi all'inizio del secolo. Diverse organizzazioni anti-vaccinazione statunitensi sorsero intorno al periodo della sua visita. La NAVL riuscì a fare pressioni per un'inchiesta governativa nel 1886 e per la legge 1898/1907 del 1898 che introdusse l'esenzione dalla vaccinazione per motivi di obiezione di coscienza. Creò poi insieme a Walter Hadwen, farmacista antivaccinista inglese, la LAPPB (London Association for the Prevention of Premature Burial).
Una grande epidemia di vaiolo si propagò a Stoccolma nel 1873 e 1874 a causa di una campagna anti-vaccinazione motivata da obiezioni religiose, preoccupazioni per l'efficacia e preoccupazioni per i diritti individuali, che ha portato il tasso di vaccinazione a Stoccolma a scendere a poco più del 40%, rispetto a circa il 90% del resto della Svezia.
Alfred Russel Wallace, naturalista e co-scopritore del principio della selezione naturale, fu uno dei principali partecipanti alle campagne anti-vaccinazioni nel Regno Unito nel 1880.
Daniel D. Palmer (1845-1913), il fondatore della chiropratica, scrisse: «È il massimo dell'assurdità sforzarsi di 'proteggere' qualsiasi persona dal vaiolo o da qualsiasi altra malattia inoculandola con uno sporco veleno animale». La vaccinazione rimane controversa all'interno della professione. Molti scritti chiropratici sulla vaccinazione si concentrano su indimostrati aspetti negativi dei vaccini.

### Il Novecento

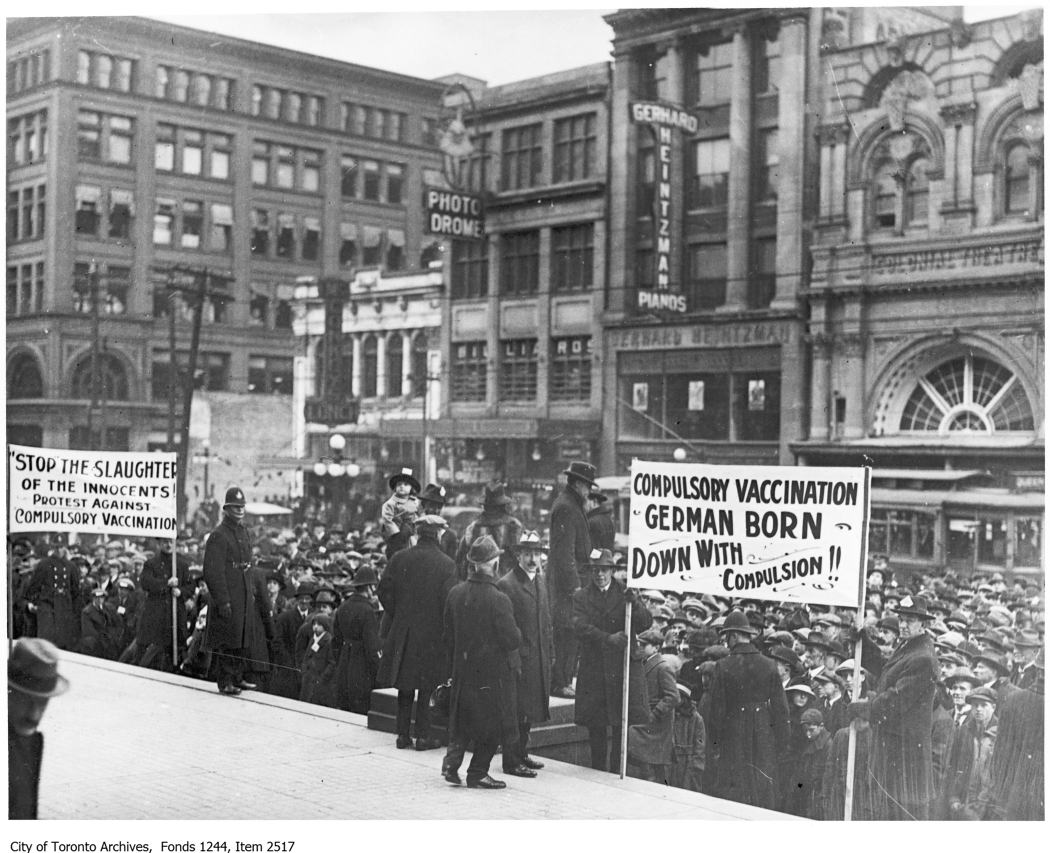
Raduno del 13 novembre 1919 della "Anti-Vaccination League of Canada" (Lega antivaccinazioni del Canada)

L'antroposofo Rudolf Steiner, tra i fondatori delle medicine alternative, sin dai primi anni del Novecento nelle sue teorie, prive tuttavia di alcun valore scientifico, mise in guardia dall'uso dei vaccini ritenendoli dannosi se non supportati da un adeguato irrobustimento "spirituale", prevedendo che in un lontano futuro le vaccinazioni sarebbero pericolosamente diventate uno strumento di controllo delle masse. Sosteneva infatti che le malattie, in particolare quelle esantematiche, sono il modo che il bambino ha di riassestare il proprio corpo, per cercare di prevalere come individuo spirituale sulle leggi fisiche dell'ereditarietà.
Subendo le vaccinazioni invece, secondo Steiner, il bambino verrebbe privato del confronto con queste importanti occasioni di maturazione personale rappresentate dalle malattie infantili, restandone indebolito sia nella vitalità del proprio organismo, sia nella volontà del carattere. Crescendo senza forza di volontà, i giovani diventerebbero così sempre più simili ad automi e, secondo Steiner, sarebbe proprio questo l'obiettivo occulto dei governanti:
(Rudolf Steiner, O.O. 177, conferenza del 27 ottobre 1917)
Nel novembre 1904, in risposta ad anni di servizi igienico-sanitari inadeguati e malattie, seguiti da una campagna di salute pubblica mal spiegata guidata dal famoso funzionario brasiliano della sanità pubblica Oswaldo Cruz, i cittadini e i cadetti militari di Rio de Janeiro insorsero, dando vita alla cosiddetta Revolta da Vacina. I disordini scoppiarono il giorno in cui entrò in vigore una legge sulla vaccinazione; essa simboleggiava l'aspetto più temuto e più tangibile di un piano di sanità pubblica che comprendeva altre caratteristiche, come il rinnovamento urbano, a cui molti si opponevano da anni.
Il pastore di Cambridge Henning Jacobson aveva vissuto un'era di vaccinazioni obbligatorie nella sua casa d'origine, in Svezia. Sebbene gli sforzi per sradicare il vaiolo avessero avuto successo in tale nazione, la vaccinazione infantile di Jacobson gli provocò un presunto effetto collaterale. A causa di ciò Jacobson rifiutò nel 1902 la vaccinazione per la sua famiglia. Nel corso dei tre anni successivi fino a quando il suo caso (chiamato poi Jacobson v. Massachusetts) non raggiunse la Corte Suprema degli Stati Uniti, Jacobson sostenne che sottoporlo a una multa o alla reclusione per aver rifiutato la vaccinazione era un'invasione della sua libertà e di quella della popolazione. Tuttavia la Corte Suprema nel 1905 confermò la legittimità a far rispettare le leggi sulla vaccinazione obbligatoria da parte degli Stati. La Corte affermò che la libertà individuale non è assoluta ed è soggetta al potere dello Stato. Il movimento anti-vaccino si mobilitò in seguito a tale decisione e nel 1908 fu fondata la Anti-Vaccination League of America dal fabbricante d'inchiostri Charles Michael Higgins (1854 - 1929) e dall'industriale John Pitcairn Jr (1841 - 1916).

## Diffusione dell'antivaccinismo

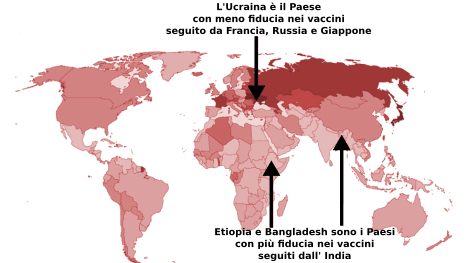
Fiducia nei vaccini nel mondo nel 2019. Più il colore è scuro meno il Paese ha fiducia nei vaccini

Stando ai dati riscontrati tramite una ricerca condotta da Vaccine Confidence Project nel 2016 lo scetticismo nei confronti dei vaccini risulta estremamente variabile per regione geografica, con percentuali maggiori in Europa: si passa dalla Francia, dove il 41% della popolazione nutre dubbi in particolare sulla loro sicurezza, alla Russia e all'Italia dove le percentuali sono rispettivamente il 27% e il 21%. In USA (13%), Germania (10%), Regno Unito (9%) le percentuali sono pari o inferiori alla media mondiale, che si assesta intorno al 12%.
Dal 1990 al 2001 si sono verificati otto focolai di poliomielite: in Romania (1990), Bulgaria (1991), Tagikistan (1991), Paesi Bassi (1992), Uzebkistan (1994), Russia (1995), Albania (1996), Turchia (1998), Bulgaria (2001), con centinaia di casi e decine di morti. La causa di queste epidemie è stata una vaccinazione insufficiente nella popolazione. Nel 2011 sono stati segnalati casi di poliomielite in Cina nella regione autonoma dello Xinjiang.

### Strumentalizzazione degli errori vaccinali
Nella prima metà del Novecento alcune persone morirono per errori nella produzione dei vaccini e gli antivaccinisti strumentalizzarono tali episodi per rafforzare la teoria che i vaccini fossero pericolosi e che gli Stati coprissero presunti danni da vaccino.
Nel 1901 un vaccino contro la difterite, prodotto partendo dai cavalli immunizzati, fu contaminato con il tetano, uccidendo 13 bambini a Saint Louis.
Nel 1902 alcuni vaccini contro il vaiolo furono contaminati e causarono 9 morti nel New Jersey.
Nel 1933 avvenne a Gruaro la strage di Gruaro: 28 bambini morirono per un vaccino non correttamente attenuato e altri 254 ebbero problemi di salute a vita. Le autorità dell'Italia fascista coprirono l'episodio.
Il più grave caso citato dagli antivaccinisti avvenne negli USA, dove nel 1955 un incidente al laboratorio Cutter portò all'inserimento sul mercato di 120 000 dosi di vaccino antipolio che contenevano virus vivi e non inattivi come avrebbero dovuto essere. Il vaccino causò 40 000 casi di poliomielite, 53 paralisi e 10 morti.
Ha scatenato allarmismo e disinformazione la morte di alcuni bambini in Sudan dopo le vaccinazioni. In realtà i bambini erano stati vaccinati con la stessa siringa non sterilizzata e ciò ha causato la morte, non i vaccini in sé.
Giorgio Tremante (1941-2017), geometra di Porto San Pancrazio padre di quattro figli, tre dei quali presunte vittime di reazioni avverse al vaccino obbligatorio contro la poliomielite, fu uno dei punti di riferimento del movimento no vax italiano. Destò polemiche una targa dedicata ai fratelli Tremante che recitava "Marco e Andrea deceduti in seguito di vaccinazione obbligatoria".

### Bufale efake news
Nel corso degli anni in rete sono circolate parecchie fake news riguardo ai vaccini: ad esempio, che Henry Kissinger avesse fatto dichiarazioni shock sui vaccini, che alcune donne avrebbero abortito volontariamente più volte per vendere feti umani usati per creare vaccini, che 30 000 ragazzine indiane siano state utilizzate come cavie e uccise dal vaccino contro il papilloma virus e che l'azienda Merck (produttrice di vaccini) avrebbe ammesso di aver inoculato il virus del cancro tramite vaccini ad almeno un terzo della popolazione mondiale.
È stato sostenuto erroneamente che vaccinarsi contro una determinata malattia significhi contrarre la malattia stessa e diventare potenzialmente infettivi, e che chi è allergico all'uovo non dovrebbe vaccinarsi perché nei vaccini sono presenti residui uova embrionate di pollo.
Ampio seguito ebbero dei post sui social network riguardo al ritiro di alcuni lotti del vaccino esavalente Infanrix Hexa. Alcuni test di routine avevano rilevato la presenza di Bacillus cereus in alcune attrezzature utilizzate per la produzione: i lotti richiamati tuttavia sono risultati sterili, e si è ritenuto che i bambini cui erano stati somministrati vaccini provenienti dai lotti coinvolti non abbiano corso alcun rischio.
Un'analisi dei tweet da luglio 2014 a settembre 2017 ha rivelato una campagna attiva su Twitter da parte dell'Internet Research Agency, una fattoria di troll russa accusata di interferenza nelle elezioni statunitensi del 2016, per seminare confusione sulla sicurezza dei vaccini. La campagna ha utilizzato sofisticati bot di Twitter per amplificare i messaggi polarizzanti pro-vaccino e anti-vaccino, contenenti l'hashtag #VaccinateUS, pubblicato dai troll dell'IRA.
Si hanno esempi di notizie false e di false recensioni e report anche da parte di alcune agenzie governative, come nel caso dell'esercito americano, che ha lanciato un programma clandestino durante la crisi COVID per screditare la vaccinazione tramite il siero cinese Sinovac.

## Possibili cause dell'antivaccinismo
Sin dagli albori delle manifestazioni antivacciniste, i propugnatori di queste idee si mostrano poco ricettivi ai dati scientifici ed empirici. Tale contesto è stato da alcuni attribuito a una sorta di disadattamento alla modernità, ovvero alla difficoltà di alcuni individui a calcolare rischi e benefici di una cosa, data l'enorme mole di informazioni attualmente disponibili. Molte tesi sostenute dagli antivaccinisti si basano anche su teorie del complotto o si alimentano con la circolazione di fake news e bufale.
Se nel remoto passato il timore nasceva da una componente ideologica quale la derivazione animale del farmaco, in tempi più recenti alcuni studi mostrano che i motivi degli oppositori odierni sono analoghi ai motivi degli oppositori di cinquant'anni fa, ovvero che si tratti di una pratica dannosa per la salute, che le reazioni avverse siano nascoste e che tale pratica sia disposta solo per fare arricchire le aziende produttrici di vaccini.
Tra le cause dell'antivaccinismo vi sono anche motivazioni religiose, l'errata convinzione dell'avvenuta scomparsa delle malattie che renderebbe inutile la vaccinazione o la mancanza di consapevolezza riguardo alla pericolosità delle malattie oggetto di prevenzione tramite vaccini.

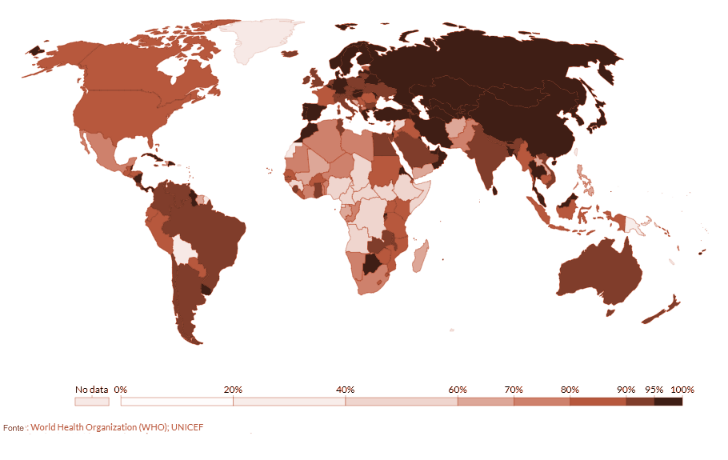
Quota di bambini di un anno vaccinati contro il morbillo (MCV1), 2019. L'immunità di gregge del 95% è raggiunta solo in una parte ridotta del pianeta.

Anche il cherry picking, i bias cognitivi, l'effetto Dunning-Kruger, il false balance (un metodo che deriva da un tentativo di evitare pregiudizi ma finisce per dare a posizioni non supportate da fatti un'illusione di rispettabilità) e l'analfabetismo funzionale potrebbero pesare sulle convinzioni antivacciniste.
A rafforzare tali convinzioni contribuiscono anche la diffusione di pubblicazioni predatorie (che accettano contenuti pseudoscientifici a pagamento) e i titoli fuorvianti anche di testate giornalistiche "ufficiali".
L'antivaccinismo può essere aiutato dal post hoc, ergo propter hoc (locuzione latina che alla lettera significa dopo di ciò, quindi a causa di ciò), un sofisma che consiste nel credere che se un avvenimento è seguito da un altro, allora il primo deve essere la causa del secondo, anche detto "rapporto causa-effetto". Infatti alcuni antivaccinisti sostengono, per esempio, che se un bambino diventa autistico dopo una vaccinazione, quest'ultima è stata la causa della malattia.
La fobia delle iniezioni e la paura generale degli aghi possono portare le persone a evitare le vaccinazioni. Un sondaggio condotto a gennaio e febbraio 2021 ha stimato che questo fosse responsabile del 10% dell'esitazione al vaccino anti COVID-19 nel Regno Unito in quel momento.

### Interessi economici verso l'antivaccinismo
Sebbene molti sostenitori delle teorie antivacciniste possano essere ritenuti in buona fede, vi sono stati dei casi in cui alcune persone (tra cui medici, ricercatori ed esperti del settore) abbiano ricevuto somme di denaro per portarle a sostenere un nesso causale tra vaccini e varie patologie.
Fu proprio perché venne pagato da un avvocato che si occupava di risarcimenti per danni da vaccino, così da avere una ricerca su cui appoggiare le sue richieste di denaro, che Andrew Wakefield iniziò a diffondere l'ipotesi di un nesso tra vaccini e autismo, falsificando i dati delle sue ricerche.
Alcuni sostenitori della medicina alternativa guadagnano dalla promozione delle teorie del complotto sui vaccini attraverso la vendita di farmaci, integratori e procedure come la terapia chelante e l'ossigenoterapia iperbarica, venduti come in grado di curare presunti danni causati dai vaccini. Il dottor Massimo Montinari promise di sconfiggere alcune malattie con l'alimentazione e con farmaci alternativi ai vaccini e venne sospeso.
Diverse personalità antivacciniste guadagnano vendendo materiale pseudoscientifico (libri, conferenze, riviste, sponsor e così via).

## Principali critiche e teorie mosse dal movimento antivaccinista

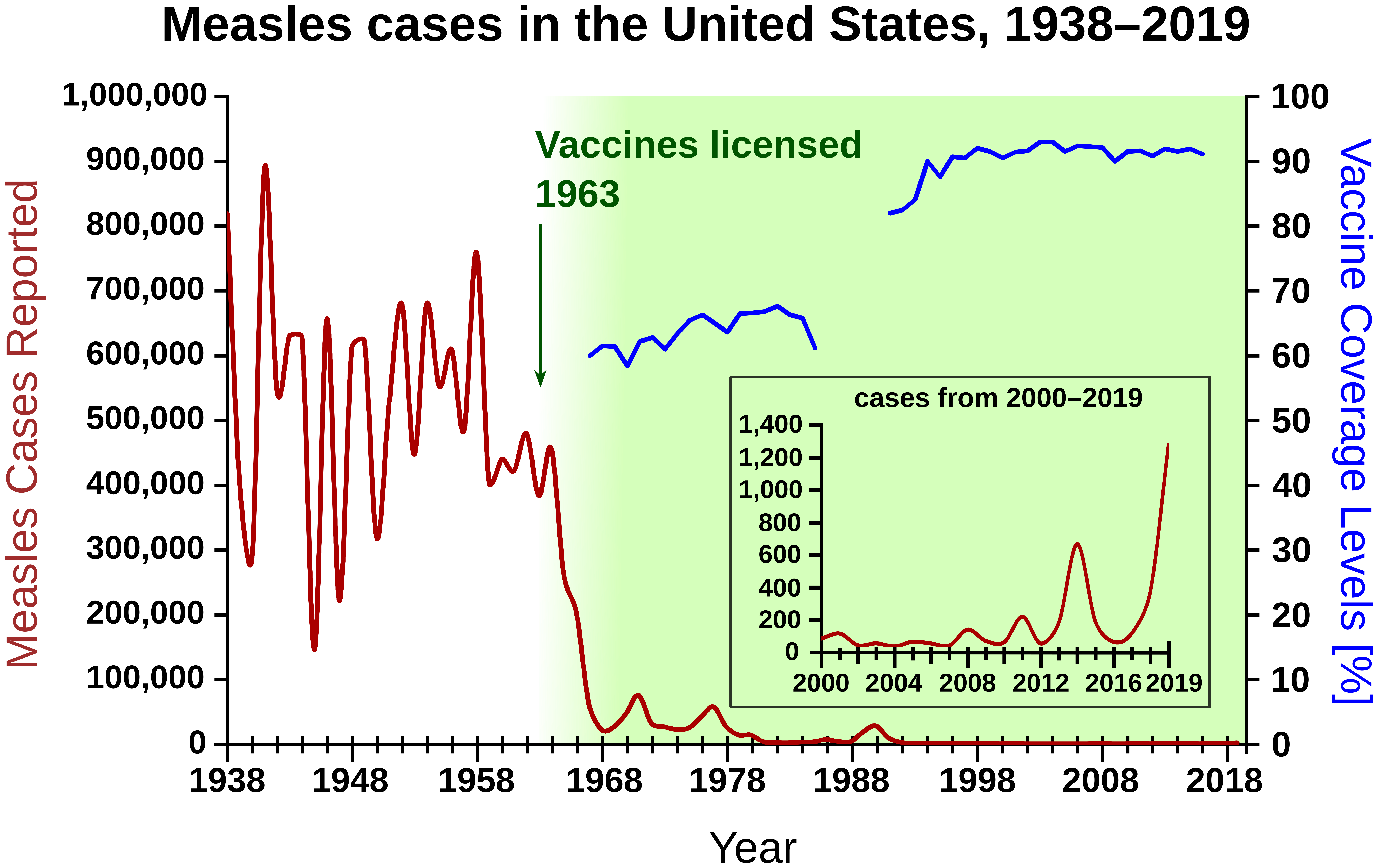
I casi di morbillo riportati negli Stati Uniti sono diminuiti drasticamente dopo l'introduzione del vaccino

Nel tempo vi sono state diverse campagne volte a mettere in dubbio l'efficacia o la sicurezza dei vaccini. Ad esempio, una delle teorie errate più citate dagli antivaccinisti è quella secondo cui molte malattie stessero già scomparendo prima dell'introduzione dei vaccini.

### Sicurezza dei vaccini
Uno dei principali punti avanzati dalla comunità antivaccinista sostiene che i vaccini, al contrario di quanto affermato dalla maggior parte della comunità scientifica, non avrebbero un profilo di sicurezza sufficiente o adeguato. Molteplici studi hanno tuttavia confutato queste affermazioni.
La ridottissima probabilità di sviluppare reazioni avverse potenzialmente ricollegabili ai vaccini non va a inficiare la validità e importanza della vaccinazione, come affermato anche dall'Organizzazione mondiale della sanità. Volendo fare un esempio, si stima che in seguito a infezione da morbillo la probabilità di sviluppare complicanze gravi e potenzialmente letali (come l'encefalite) sia del 5%, mentre la probabilità di effetti avversi dopo l'inoculazione del vaccino anti-morbillo è di circa lo 0,0001-0,0002%. La percentuale di decessi in caso di infezione da difterite e tetano è rispettivamente del 5% e 20%, mentre le probabilità di sviluppare reazioni avverse importanti dopo vaccinazione contro queste due malattie è sull'ordine dello 0,0005-0,007%.
Il VAERS è un database pubblico statunitense in cui chiunque può segnalare una reazione avversa avuta dopo un vaccino, senza un qualsiasi controllo di qualità. Tuttavia spesso gli antivaccinisti citano le reazioni avverse segnalate in questo portale e nel foglietto illustrativo (che riporta anch'esso possibili reazioni avverse ma non per forza generalizzate e spesso molto rare) per rafforzare le loro tesi.
Durante la pandemia di COVID-19 molti antivaccinisti sostennero che i vaccini contro tale malattia fosse in realtà una terapia genica sperimentale che avrebbe portato danni alla salute. Venne inoltre erroneamente sostenuto che la proteina spike prodotta dai vaccini potesse essere dannosa.

#### Presunte sostanze pericolose contenute nei vaccini
I vaccini sono stato spesso accusati di contenere sostanze potenzialmente nocive, che tuttavia risultano presenti in quantità innocue, come alluminio, formaldeide (generalmente assente, o presente in quantità comunque inferiori a quelle ambientali), lattice, tungsteno, ossido di grafene (non presente nei vaccini), arsenico, adiuvanti, conservanti e stabilizzanti; altre (come lo squalene, l'albumina umana, il glicole propilenico, il fenossietanolo e glutammato monosodico, la gentamicina solfato e la neomicina solfato, il polisorbato e il sorbitolo, il mercurio, l'amfotericina B e il beta-propiolattone) non sono intrinsecamente pericolose per la salute umana.
Inoltre è diffusa negli ambienti antivaccinisti la teoria secondo cui il vaccino conterrebbe un microchip che renderebbe i vaccinati controllabili tramite la rete di telecomunicazioni con tecnologia 5G
Fece scalpore la teoria che i vaccini potessero causare un effetto patogeno sui militari esposti a uranio impoverito. Tuttavia il Presidente AIFA Melazzini in audizione disse: “i vaccini sono sicuri ed efficaci per militari e civili”.
La teoria del vaccino orale antipolio sull'origine dell'AIDS afferma che l'epidemia di HIV/AIDS si sia sviluppata alla fine degli anni cinquanta a causa della contaminazione di uno o più lotti di vaccini orali antipolio con un SIVcpz, un virus degli scimpanzé. Essa è stata più volte smentita dalla comunità scientifica, similmente alla notizia che il virus SV40 sia tuttora usato per creare il vaccino contro la poliomielite e che il siero fetale bovino impiegato nella produzione dei vaccini potesse causare la sindrome della mucca pazza.
Moishe Kahan, collaboratore della rivista Peach, ha affermato erroneamente "I vaccini contengono DNA di scimmia, ratto e maiale, nonché sangue di siero di vacca, il cui consumo è vietato secondo la legge alimentare kosher". I vaccini vengono spesso coltivati in un brodo di cellule animali, ma il prodotto finale è altamente purificato.

#### Presunte reazioni avverse
I vaccini e i loro eccipienti sono stati erroneamente associati all'insorgenza di patologie specifiche, come autismo, ADHD, SIDS, leucemia, sindromi autoimmuni, la sindrome di Guillain-Barré, epilessia, meningite, sterilità, aborti spontanei e un generico indebolimento del sistema immunitario, nonché a comportamenti come l'omosessualità.
Molti antivaccinisti ritengono i vaccini pericolosi perché potrebbero causare uno shock anafilattico. In realtà i casi di shock anafilattico come reazione avversa ai vaccini sono molto rari e causati maggiormente da altro, come i cibi.
Inoltre, l’eventuale caso di shock anafilattico oltre che spesso non fatale sarebbe legato ai singoli eccipienti del vaccino inoculato e non al principio di “anticipata conoscenza dell’agente patogeno”.
Per esempio negli USA secondo uno studio su un periodo di sei anni si sono verificati oltre 300.000 casi di anafilassi dovuti ad allergie ai cibi che hanno causato la morte di oltre 600 pazienti e solo 5 anafilassi causate da vaccino su oltre 7,6 milioni di vaccinazioni e tutti si sono risolti senza danni.
Alcune indimostrate teorie sostengono che il vaccino contro il papilloma virus abbia causato gravi reazioni avverse, sia una truffa e addirittura inutile.
In rete si diffuse la falsa credenza che la febbre spagnola e la febbre tifoide fossero state causate dai vaccini o comunque che essi resero tali malattie più pericolose e i vaccinati fossero più in pericolo dei non vaccinati. Durante la pandemia di COVID-19 si diffuse la falsa notizia che i vaccini avessero creato le varianti di tale virus rendendolo più pericoloso.
Alcune teorie pseudoscientifiche sostengono erroneamente che i vaccini indeboliscano il sistema immunitario e che i non vaccinati siano più sani dei vaccinati.
Alcuni antivaccinisti hanno sostenuto che i vaccini rendano il sangue magnetico.

#### Presunta allergenicità
Una critica ai vaccini fatta dal movimento antivaccinista è che essi porterebbero, o comunque favorirebbero, allergie nelle persone.
Tale nesso è stato smentito dallo studio tedesco del 1994 Prevalence of asthma and atopy in two areas of West and East Germany in cui venivano comparate le allergie della popolazione delle due Germanie dopo la riunificazione. Si è infatti riscontrato che nella popolazione vissuta nella Germania Est, dove il vaccino era obbligatorio, le allergie erano molto meno presenti rispetto alla popolazione cresciuta nella Germania Ovest, dove il vaccino era facoltativo.
L'aumento delle allergie nella Germania Ovest è stato associato alla maggiore igiene presente tra la popolazione (quindi a un minor utilizzo del sistema immunitario) riscontrabile in ogni paese benestante del mondo.

### Presunto eccesso di vaccini e loro inutilità per i bambini
Diversi antivaccinisti ritengono che il numero di vaccini per un infante sia eccessivo (è stato coniato il termine “sovraccarico immunologico”) a causa di quella che ritengono una immaturità del sistema immunitario del piccolo. Tali timori tuttavia sono infondati poiché il numero di antigeni che un neonato può affrontare e normalmente affronta in ogni momento dalla nascita è nettamente superiore al numero di antigeni iniettati con i vaccini, in particolar modo quelli odierni. Negli anni '60 per esempio gli antigeni erano più di 3 000 mentre a oggi poco più di 200 complessivi per 10 vaccini.
Roberto Burioni affermò che una puntura di zanzara inocula migliaia di antigeni nel corpo, un graffio milioni di antigeni, mentre 10 vaccini solamente 200 antigeni.
Molti antivaccinisti reputano inoltre inutile vaccinare bambini di pochi mesi per malattie a cui (a loro dire) difficilmente possono essere esposti data la loro età, come tetano ed epatite B.
Tali affermazioni risultano soltanto astrattamente fondate, su un mero piano probabilistico infatti data la durata della copertura vaccinale l’efficacia si protrae nel tempo.
Nondimeno va considerato che, ad esempio, il virus dell'epatite B può essere trasmesso oltre che per via parenterale anche tramite le secrezioni mucose, lo sperma e la saliva, e che il virus è in grado di sopravvivere al di fuori del corpo per almeno 7 giorni. Pertanto, non si può escludere a priori che un bambino venga in contatto col virus (ad esempio toccando un fazzoletto contaminato usato da un soggetto infetto).
Gli antivaccinisti sostengono erroneamente che somministrare più vaccini contemporaneamente sia dannoso e chiedono la disponibilità di vaccini monovalenti. Tuttavia questi ultimi avrebbero diversi svantaggi: sei iniezioni invece di due esporrebbero il piccolo a maggiori rischi, per quanto ridotti, di provocare ascessi, infezioni e altri problemi nel sito di iniezione. Inoltre la somministrazione monovalente costringerebbe a distanziare tra loro di diverse settimane le singole vaccinazioni e il bambino sarebbe protetto più tardi.

### Necessità di esami preventivi
I movimenti antivaccinisti spesso richiamano la necessità di procedere ad esami preventivi per stabilire la sicurezza del vaccino su un dato individuo. Tale posizione non ha ad oggi alcun fondamento scientifico poiché nessun esame clinico è oggi in grado di prevedere o di escludere le rare reazioni avverse a un vaccino e neanche un esame allergologico è in grado di predire una possibile reazione di intolleranza così come di escluderla.

### Accuse verso le case farmaceutiche
Tra le osservazioni del movimento antivaccinista vi è quella che i vaccini costituiscano un'importante fonte di reddito per le case farmaceutiche (spesso chiamate con il nomignolo a riferimento lobbistico di Big Pharma) e che pertanto l'istituzione di un importante piano vaccinale con svariate vaccinazioni obbligatorie non farebbe altro che aumentarne i profitti a spese del sistema sanitario.
Tuttavia va evidenziato come anche in Italia, nel 2015 il Sistema Sanitario Nazionale abbia speso per l'acquisto dei vaccini "solo" 317,9 milioni di euro (l'1,4% delle spese totali sostenute per l'intero comparto farmaci), a fronte dei due miliardi e 126 milioni per gli antipertensivi e farmaci per lo scompenso cardiaco (il 9,4% del totale), un miliardo e 23 milioni per la categoria antiacidi (4,6% del totale) e un miliardo e 8 milioni per farmaci ipolipemizzanti (4,6% del totale).
Comunque, tenendo unicamente presente il rapporto costi-benefici (sul piano economico) relativo alle vaccinazioni, esso è dalle 10 alle 100 volte più economico rispetto ai costi medici per il ricovero, le terapie e le cure nei confronti della suddetta malattia.
Si può peraltro ragionevolmente affermare che il costo delle cure per l'infezione in corso e quelle croniche in caso di invalidità permanente post-infettiva siano sensibilmente maggiori (e quindi maggiori anche i conseguenti guadagni per le case farmaceutiche) rispetto al costo di una dose di vaccino, come evidenziato da uno studio facente parte del piano vaccinale italiano 2017-2019 del Ministero della Salute.

### Questioni ambientali
I vaccini sono stati accusati di produrre una grande quantità di rifiuti sanitari (siringhe usate e altro), imballaggi, gas HFC per il congelamento, CO₂ per la logistica e di provocare l'uccisione di molte migliaia di squali al fine di produrre squalene. Tuttavia sono in atto ricerche scientifiche al fine di ridurre l'impatto ambientale dei vaccini attraverso l'uso di materiali sostenibili e per sintetizzare una versione dello squalene a base di canna da zucchero fermentata. Inoltre le cure per le malattie prevenibili con i vaccini prevedono l'uso di molti farmaci, i quali producono molti più danni all'ambiente rispetto ai vaccini.

### L'asserita inesistenza dell'immunità di gregge

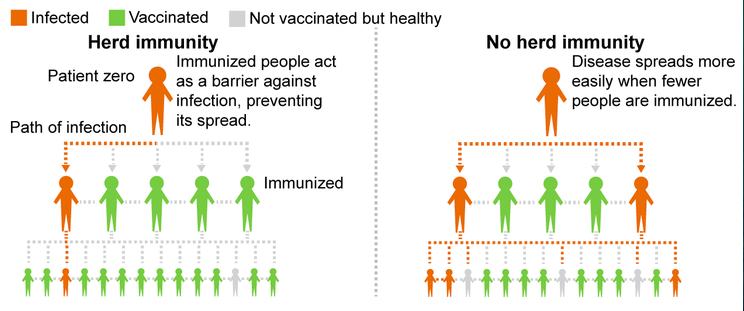
Diapositiva che illustra il funzionamento dell'immunità di gregge: a sinistra una situazione dove essa è presente mentre a destra è assente

Uno dei punti chiave della propaganda antivaccinista sostiene l'inesistenza della cosiddetta "immunità di gregge" o "effetto gregge".
La teoria dell'immunità di gregge afferma che il raggiungimento di una percentuale significativa di vaccinazione all'interno di una popolazione (generalmente il 95%) permette la drastica riduzione della circolazione al suo interno dell'agente patogeno, fornendo inoltre copertura a tutti quegli individui che per vari motivi (immunocompromissione, età troppo giovane, ecc.) non possono essere sottoposti a vaccinazione.
Secondo gli antivaccinisti l'effetto gregge non esisterebbe e la riduzione degli agenti patogeni all'interno della popolazione sarebbe riconducibile al miglioramento delle condizioni igieniche nel corso dei decenni.
Per quanto, data la sua natura, l'effetto gregge non sia direttamente dimostrabile, la sua plausibilità è stata documentata in molteplici occasioni, come quello dell'eradicazione della rabbia nella fauna selvatica in Germania. In questo caso, la scomparsa della rabbia tra gli animali selvatici non è ovviamente riconducibile al miglioramento delle condizioni igieniche all'interno delle foreste.

### Rischi biologici e di punture accidentali
Durante la preparazione del vaccino (per umani o per animali) e l’iniezione, esiste un remoto rischio di contaminazione degli aghi e delle siringhe usate da parte di patogeni presenti nell’ambiente circostante, che, nel caso di procedure scorrette o di errori del personale sanitario o degli allevatori, potrebbero essere iniettati insieme al vaccino. Tuttavia con i dovuti accorgimenti è possibile ridurre al minimo tali rischi, soprattutto attraverso l'uso di dispositivi di protezione.

## Il dibattito sulla libertà vaccinale

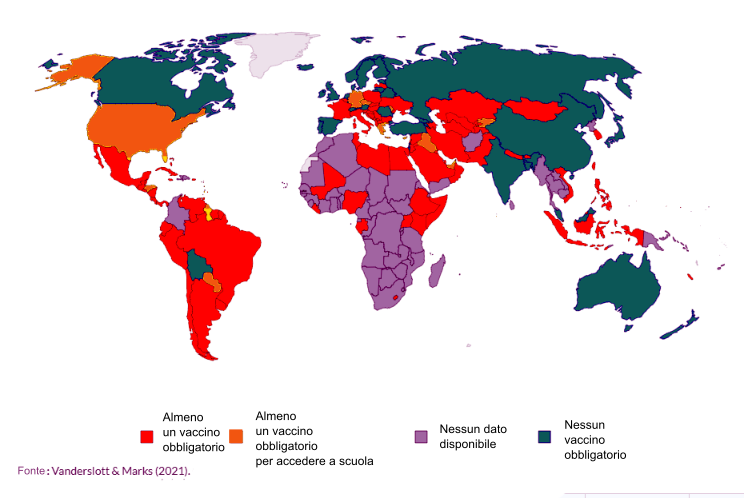
Politiche di vaccinazione infantile nel mondo nel 2021

Alcuni sostengono che lo Stato non dovrebbe obbligare a vaccinarsi, ma dovrebbe essere una libera scelta, e che i bambini non vaccinati dovrebbero essere ammessi lo stesso a scuola. Uno studio ha però evidenziato come negli Stati Uniti d'America, negli stati dov’è possibile scegliere di non vaccinarsi, aumenta il rischio di epidemie. Inoltre la comunità scientifica sostiene che senza l'obbligo un Paese rischia di non raggiungere l'immunità di gregge e le persone immunodepresse, quelle che non si sono potute vaccinare a causa di malattie particolari e quelle che si sono vaccinate ma non hanno risposto al vaccino sarebbero a rischio.
In New Jersey la proposta di non consentire più la richiesta di esenzione vaccinale per motivi non di natura medica è stata bocciata.
Gli stati americani governati dai Repubblicani sono più restii a imporre le vaccinazioni. Nel 2021 in Arizona, ad esempio, il governatore Doug Ducey ha vietato alle Università di chiedere ai propri studenti la vaccinazione anti COVID-19 per accedere alle lezioni. Il governatore del Texas Greg Abbott emise un ordine esecutivo in cui vietava agli enti pubblici di imporre tale vaccino per dipendenti e fruitori dei vari servizi pubblici.
Nonostante alcuni considerino incostituzionale l'obbligo vaccinale e abbiano promosso dei referendum abrogativi contro di esso, la Corte Costituzionale lo ha dichiarato legittimo.

### Polemiche sul Certificato COVID digitale UE
In Italia, con l'introduzione del Certificato COVID digitale dell'UE nel 2021, ci furono manifestazioni di protesta e critiche (anche da parte del Codacons, di Pietro Luigi Garavelli, di Giorgia Meloni, di Casapound e dei cattolici tradizionalisti) poiché alcuni sostennero che fosse un modo per mascherare l'obbligo vaccinale contro la COVID-19. Altri personaggi famosi tra i quali Massimo Cacciari, Carlo Freccero, Giuseppe Cruciani, Alessandro Meluzzi, Massimo Mazzucco, Roberto Quaglia, Giorgio Agamben, Gianluigi Paragone, Mario Giordano, Enrico Montesano, Carlo Maria Viganò, Luc Montagnier, Gianni Vattimo, Susanna Tamaro, Nunzia Schilirò e Diego Fusaro hanno contestato l'obbligo vaccinale e il certificato COVID digitale dell'UE. Anche alcuni sindacati si espressero contro il certificato COVID digitale dell'UE criticando i vaccini contro la COVID-19 attirando polemiche.
Forza Nuova introdusse nel 2021 l'espulsione degli iscritti in caso essi avessero deciso di vaccinarsi contro la COVID-19.
Molti antivaccinisti ritengono che non ammettere i bambini non vaccinati a scuola o le persone non vaccinate in certi ambienti crei una discriminazione nei loro confronti: anche alcuni politici tra cui Matteo Salvini, Giorgia Meloni e Guido Crosetto hanno dichiarato di condividere questa posizione.
Alcuni lavoratori del settore sanitario decisero di non vaccinarsi, venendo indicati da alcuni media come anch'essi no vax.
Anche in diversi altri paesi europei fra cui Francia, Austria, Belgio, Germania e Paesi Bassi ci sono state manifestazioni di protesta contro tale misura.
Papa Francesco venne attaccato dagli antivaccinisti sui social media per aver parlato a favore dei vaccini contro la COVID-19; il Vaticano fu criticato per aver previsto una serie di misure (demansionamento e licenziamento) contro i dipendenti che rifiutassero tale vaccinazione.
Nel 2021 in alcuni paesi sono nate delle scuole a istruzione domiciliare (homeschooling) contro le norme anti-Covid 19 (mascherina, tampone e Certificato COVID digitale UE) presenti nelle scuole pubbliche e private.

## Vaccinazione animale
Alcuni antivaccinisti rifiutano di vaccinare anche i propri animali domestici, esponendoli al rischio di contrarre malattie come la Parvovirosi. Secondo una tesi errata che circola online i vaccini provocherebbero l'autismo nei cani. I cani infatti non possono diventare autistici, come dichiarato dalla BVA (associazione veterinaria britannica).
Va inoltre segnalato che le vaccinazioni animali possono salvare gli animali stessi dall'estinzione ed evitare che contagino anche gli umani. Vaccinare gli animali da allevamento fa anche risparmiare ad allevatori e imprenditori i costi di soppressione di animali infetti e di acquisto di nuovi esemplari, i costi di eventuali cure e i mancati introiti per il rallentamento o l'azzeramento della produzione a causa di epidemie e morti di animali.

## Presunte alternative ai vaccini
Alcune teorie errate sostengono che i bambini attraverso il latte materno acquistino una protezione per tutta la vita dalle malattie prevenibili con le vaccinazioni grazie agli anticorpi trasmessi dalla madre, quindi i vaccini non risulterebbero utili. In realtà l'immunità verso certe malattie che la madre trasmette al neonato dura solo qualche mese (inizia a diminuire dopo le prime settimane). Ecco perché le prime dosi di vaccinazioni contro queste malattie devono essere somministrate entro i primi 3 mesi di vita e il latte materno non può sostituire le vaccinazioni. L'immunità materna comunque non protegge i neonati dalle malattie non avute dalla madre o per cui la madre non è stata vaccinata.
Va inoltre aggiunto che ove gli agenti patogeni siano ‘mutevoli’, come nel caso di Virus, la suddetta alternativa sarebbe vanificata dalla mutazione dell’agente patogeno.
Alcune teorie indimostrate sostengono che certi rimedi omeopatici come l'Influenzinum possano sostituire le vaccinazioni. Diversi professionisti dell'omeopatia e della naturopatia sconsigliano ai pazienti la vaccinazione o sostengono che non si debba fare a tutta la popolazione.
Un altro mito comune contro i vaccini è che il sistema immunitario produce una migliore protezione attraverso l'infezione naturale e la guarigione rispetto alla vaccinazione, teoria sostenuta anche da Sir Patrick Vallance, una delle due massime autorità mediche del governo di Boris Johnson. In alcuni casi, l'effettiva infezione con la malattia può produrre un'immunità permanente. Tuttavia, contrarre le malattie prevenibili con le vaccinazioni comporta un rischio maggiore di danneggiare la salute di una persona rispetto a vaccinarsi contro di esse. Ad esempio, contrarre la varicella e guarire "naturalmente" comporta un maggiore rischio di superinfezione batterica con streptococchi di gruppo A rispetto a prevenire la malattia con la vaccinazione.
Teorie indimostrate sostengono che alcuni bambini abbiano un'immunità naturale contro certe malattie come il tetano, quindi sia inutile vaccinarli.
Durante la pandemia di COVID-19, molti antivaccinisti sostennero che eseguire il tampone fosse equivalente a vaccinarsi.

## Conseguenze dell'antivaccinismo
La diffusione delle idee antivacciniste ha avuto una serie di conseguenze a livello mondiale.
A seguito della circolazione dello studio di Andrew Wakefield sulla presunta correlazione tra vaccino MPR e autismo (rivelatosi poi fraudolento e retratto dalla rivista Lancet il 2 febbraio 2010), e della diminuzione delle vaccinazioni che ne conseguì, (la cui copertura raggiunse appena l'80%), si verificò un'epidemia di morbillo tra la fine del 1999 e la metà del 2000. A Dublino vennero segnalati 300 nuovi casi, di cui 100 richiesero il ricovero in ospedale, per molti si dovette ricorrere alla ventilazione meccanica e vi furono 3 decessi.

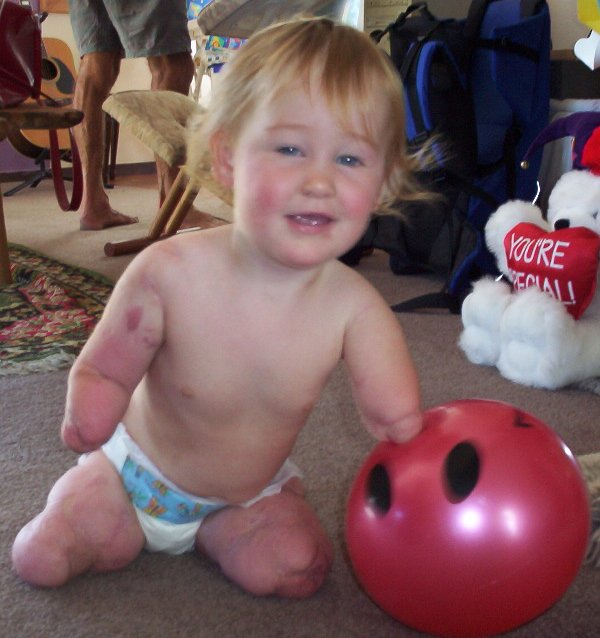
Charlotte Cleverley-Bisman è una bambina conosciuta come il volto di una campagna neozelandese per incoraggiare la vaccinazione contro la malattia meningococcica dopo aver contratto ed essere sopravvissuta a una grave sepsi meningococcica. All'età di sette mesi le furono parzialmente amputati tutti e quattro gli arti a causa della malattia da meningococco, che è prevenibile nei bambini troppo piccoli per essere vaccinati attraverso una vaccinazione diffusa nella popolazione sufficiente a sviluppare l'immunità di gregge

Nel 1974, nel Regno Unito, venne pubblicato uno studio che evidenziava 36 presunte reazioni avverse al vaccino per la pertosse, mettendone in dubbio l'efficacia costi/benefici. In tutta risposta, la copertura per il vaccino della pertosse calò dall'81% al 31%, provocando un'epidemia di pertosse che causò la morte di alcuni bambini.
Nel 2016 in Romania, a causa del crollo delle vaccinazioni, nel giro di un solo anno si passò dai 7 casi registrati di morbillo a livello nazionale nel 2015 ai 675 casi e 3 decessi accertati nei primi 8 mesi del 2016.
L’antivaccinismo è stato considerato nel 2019 dall’Organizzazione mondiale della sanità (Oms) tra le dieci più gravi minacce per la salute pubblica.
Uno studio dell'università del Colorado pubblicato su Obstetrics & Gynecology ha rilevato che molte donne in gravidanza non si vaccinano per colpa di fake news.

### Negazionismo degli antivaccinisti riguardo alle conseguenze
Le morti o i danni provocati dall'assenza di vaccinazioni o dalla carenza di immunità di gregge vengono classificati come bufale da parte dei movimenti e dalle persone contrarie alle vaccinazioni. Molti di essi ascrivono le notizie riguardanti le conseguenze dell'antivaccinismo a un modo artificioso per costringere la popolazione a vaccinarsi in massa.
Lo stesso Andrew Wakefield ha negato, nonostante le evidenze oggettive, che il morbillo, la rosolia, la parotite e le altre malattie prevenibili con le vaccinazioni abbiano portato alla morte di molti bambini.
Alcuni sostengono erroneamente che malattie come Papilloma virus, influenza, tetano, COVID-19, morbillo e varicella siano innocue, negano la loro pericolosità e affermano che di conseguenza sia inutile vaccinarsi.

### Sentenze per danno vaccinale
L'attivismo antivaccinista ha portato più o meno direttamente ad alcune sentenze di risarcimento emesse da alcuni tribunali sugli asseriti danni causati dal vaccino.

### Costi economici dell'antivaccinismo
Molte cure di malattie prevenibili con le vaccinazioni costano molto alla collettività in termini di ospedalizzazione, attrezzatura medica, personale impegnato eccetera (in caso di cure in ospedali pubblici). Inoltre chi contrae una malattia prevenibile con le vaccinazioni e necessita di ricovero ospedaliero occupa posti letto che successivamente potrebbero mancare ad altri pazienti. Chi invece diviene disabile in seguito a una malattia prevenibile con la vaccinazione (come ad esempio può capitare contraendo la poliomielite) costerà alla collettività in sussidi di invalidità. Oltretutto, se un lavoratore non vaccinato contrae una malattia prevenibile con le vaccinazioni costerà alla comunità in termini di indennizzi (ad esempio, nel caso dell'Italia a carico dell'INPS) e di mancata produzione aziendale.

#### Italia

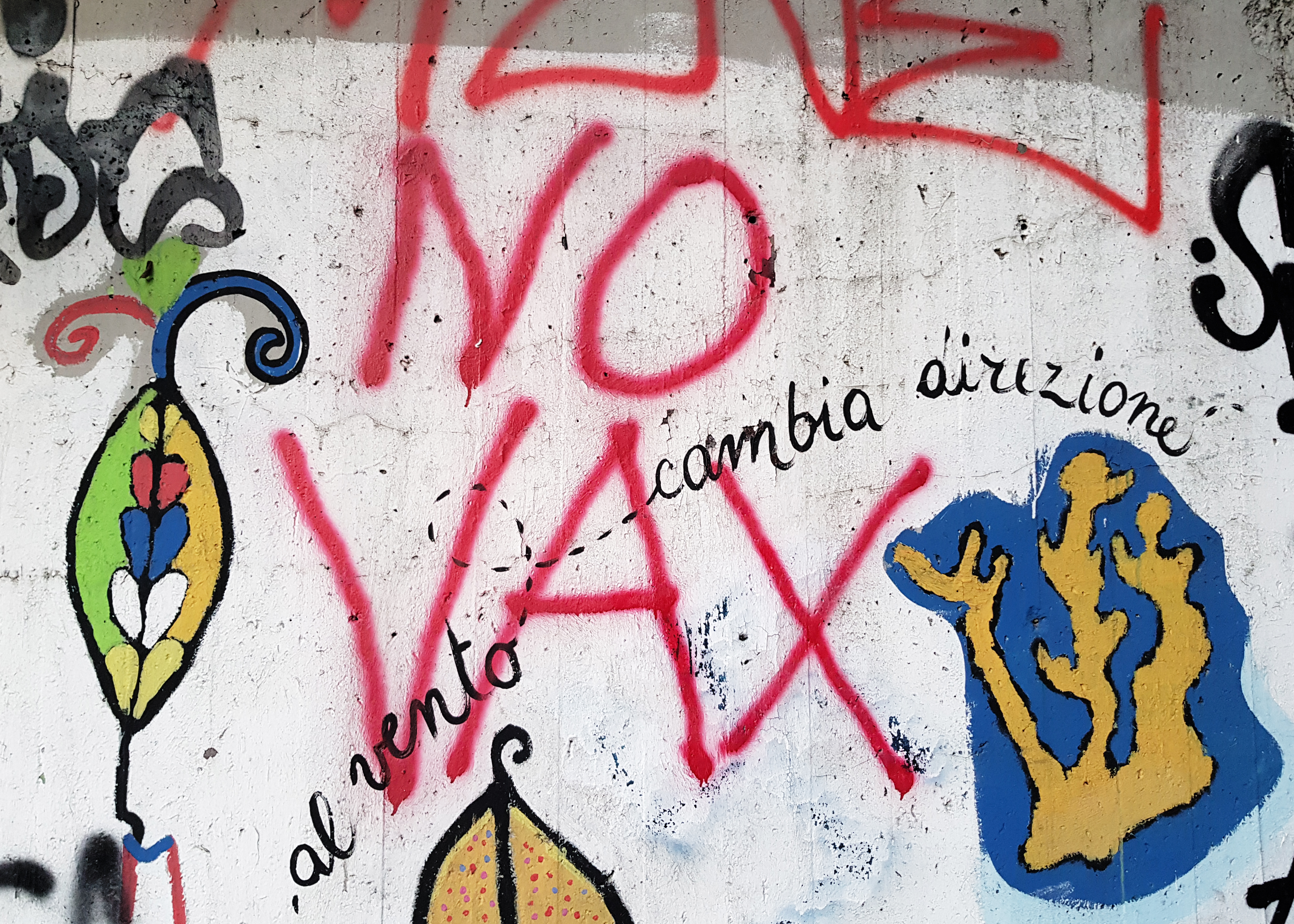
Graffito del movimento no-vax a Legnano nel 2021.

Ilaria Capua, virologa e direttrice dell'One Health Center of Excellence (Università della Florida), in un intervento sul Corriere della Sera scrisse: «Ai non vaccinati per scelta ( [...] ) si potrebbe immaginare di proporre una piccola franchigia, per non dire ticket, in caso di ricovero Covid che vada a coprire almeno i costi «non sanitari» dell’ospedale: letto, biancheria, mensa, servizio di pulizia, utenze».
Sergio Abrignani, docente di Immunologia all'Università Statale di Milano e componente del Comitato tecnico scientifico (Cts), disse "I no vax non vanno capiti, sono come gli evasori fiscali che pretendono che gli altri paghino per qualcosa che loro poi beneficiano. È una evasione fiscale nei confronti della comunità, si fanno scudo con gli altri".
Roberto Burioni fece lo stesso paragone: "Quello che mi secca (ma mi fa pure piacere in fondo) è che i no-vax saranno protetti grazie alle nostre vaccinazioni. Come gli evasori che vengono curati al pronto soccorso perché noi paghiamo le tasse".

#### Stati Uniti
L'eradicazione del vaiolo negli Stati Uniti grazie al vaccino ha permesso un risparmio di 3 miliardi di dollari tra il 1983 e il 1994.
Un rapporto del 2007 ha rilevato che l'onere economico dell'influenza è stato di 87,1 miliardi di dollari, con costi medici diretti pari a poco meno di 10,5 miliardi di dollari e 16,3 miliardi di dollari di mancati guadagni. Quando Yahoo Finance ha analizzato l'incidenza degli pneumococchi nel 2016 di persone di tutte le fasce d'età e ha applicato i costi di ricovero ospedaliero del CDC, la gamma variava da 111,5 milioni a 759,4 milioni di dollari. In totale, solo per queste due malattie, il costo economico è di circa 90 miliardi di dollari.
Dal 2009 al 2019 ogni anno si è verificata un'epidemia di morbillo, che ha provocato 2 423 casi. Nel 2013, il CDC ha stimato che il costo del ricovero per morbillo fosse compreso tra 4 032 e 46 060 dollari a persona. Nella fascia bassa, ciò significherebbe che dal 2010 sono stati spesi circa 9,7 milioni di dollari per il trattamento del morbillo. Nella fascia alta, il costo sale a 111,6 milioni di dollari.
È stato dimostrato che nel 2015 negli Stati Uniti l'assenza di una ottimale copertura vaccinale della popolazione adulta ha determinato un calo di produttività a livello nazionale per circa 7,1 miliardi di dollari a causa del tempo e denaro spesi a combattere varie infezioni (morbillo, varicella, epatiti e così via) che si sarebbero potute prevenire con la vaccinazione.
Secondo uno studio del 2015 della Eshelman School of Pharmacy dell'UNC, "le malattie prevenibili con il vaccino tra gli adulti costano all'economia statunitense 8,95 miliardi di dollari e gli individui non vaccinati sono responsabili dell'80%". Il rapporto evidenzia che il più grande freno economico è l'influenza, che è costata circa 5,8 miliardi di dollari nel solo 2015.
Nel 2016 i ricercatori della Johns Hopkins Bloomberg School of Public Health conclusero che le vaccinazioni permettono di risparmiare 44 dollari in cure mediche per ogni dollaro speso in vaccini. Negli Stati Uniti un'analisi costo-beneficio del 2019 indicò che ogni dollaro speso nella vaccinazione infantile genera 3 dollari di risparmio in cure mediche per il SSN e 10 dollari per la società.

## Reazioni all'antivaccinismo
Facebook ha iniziato ad avvisare chi visita gruppi "no-vax" e invitare a verificare le notizie visualizzate. Prima di iscriversi il social media invita l'utente a visitare il sito dell'Organizzazione Mondiale della Sanità. Ha anche iniziato a chiudere le pagine di movimenti critici nei confronti dei vaccini, come ha fatto con quella di Comilva, di Giuseppe Povia e di Diego Fusaro. Anche YouTube, Telegram e Instagram hanno iniziato a censurare i post e i canali antivaccinisti. Nonostante questo, secondo i laburisti britannici "i social hanno fallito nel moderare i post dei gruppi anti-vaccino e dovrebbero essere multati".
In Italia ha fatto discutere la chiusura da parte di YouTube del canale Byoblu di Claudio Messora per aver diffuso teorie pseudoscientifiche sui vaccini contro la COVID-19. Giorgia Meloni espresse solidarietà a Messora per la chiusura del canale parlando di atto discriminatorio, attirando le critiche di alcuni media e Roberto Burioni.
Fece discutere anche la cancellazione da parte di Facebook di un convegno contro il Certificato COVID digitale dell'UE organizzato da Ugo Mattei, Massimo Cacciari, Giorgio Agamben e Carlo Freccero.
Fu criticata la rete televisiva Telecolor per aver dato spazio a teorie pseudoscientifiche sui vaccini.
Ci sono state critiche ad Amazon e ad altri e-commerce poiché hanno reso disponibili nella loro rete di vendita libri e altro materiale antivaccinista.
Apple e Google hanno rimosso dai loro store Unjected, un'app di incontri tra persone non vaccinate. Bloomberg riporta infatti che l'app ha creato disinformazione sui vaccini contro la COVID-19.